# Haltwhistle
Haltwhistle é uma Paróquia do condado de Northumberland, na Inglaterra, considerada em alguns cálculos (não incluindo a Irlanda do Norte), como Centro Geográfico do Reino Unido. Fica 16 km a leste Brampton, próxima a Hadrian's Wall e das vilas de Plenmeller, Rowfoot,  Melkridge.
Seu nome se origina de "a meeting of the streams by the hill" (um encontro das vertentes na colina) no dialeto local e não, como pode parecer, de algo referente a "apito de trem" (ing. whistle).